# Андер
Андер (ромш. Andeer) — громада  в Швейцарії в кантоні Граубюнден, регіон Віамала.

## Географія
Громада розташована на відстані близько 155 км на схід від Берна, 30 км на південь від Кура.
Андер має площу 46,3 км², з яких на 2,3% дозволяється будівництво (житлове та будівництво доріг), 31,7% використовуються в сільськогосподарських цілях, 44,3% зайнято лісами, 21,7% не є продуктивними (річки, льодовики або гори).

## Демографія
2019 року в громаді мешкало 906 осіб (+4,5% порівняно з 2010 роком), іноземців було 13,2%. Густота населення становила 20 осіб/км².
За віковим діапазоном населення розподілялося таким чином: 19,9% — особи молодші 20 років, 52,8% — особи у віці 20—64 років, 27,4% — особи у віці 65 років та старші. Було 412 помешкань (у середньому 2,1 особи в помешканні).
Із загальної кількості 465 працюючих 29 було зайнятих в первинному секторі, 94 — в обробній промисловості, 342 — в галузі послуг.